# 尼日尔嘻哈
尼日尔嘻哈是一种嘻哈音乐风格，首次在1998年出现在尼亚美。

## 介绍
嘻哈乐队于1998年开始在尼亚美出现并演出。已知的第一张尼日尔嘻哈专辑是莱卡尔·凯尼2000年的《TénéréLa voix du Téré》
尼日尔嘻哈开始出现在联合国儿童基金会文化中心的音乐节目中，乐队在义演和比赛中表演。2004年8月，联合国儿童基金会开始了其“现场行动计划”，在300个现有团体中，有45个新团体参加了非正式的挑选。展览于2004年8月在尼亚美的Jean Rouch文化中心举行。